# عبد الكريم يحيى الزيباري
عبد الكريم يحيى حسين الزيباري (1 يناير 1971) هو كاتب وناقد عراقي، حاصل على بكالوريوس في القانون، وحاصل على المركز الثاني في جائزة الشارقة للإبداع العربي عام 2008، وايضاً على جائزة الطيب صالح 2020 في مجال الدراسات النقدية، رئيس تحرير مجلة آفاق سبيريز 2007- 2009، مجلة فصلية ثقافية عامة.

## حياته
ولِدَ عبد الكريم عام 1971 في بغداد، ونشأ في محافظة نينوى، درس الابتدائية والمتوسطة في الموصل، وتخرج من الإعدادية عام 1988، التحق بالكلية العسكرية الأولى 1991 - 1993، وحصل على شهادةالبكالوريوس في كلية القانون من جامعة الموصل تموز 2002، عُين قانوني في وزارة النفط عام 2005 التابعة لشركة توزيع المنتجات النفطية/ فرع نينوى.

## الجوائز والشهادات
- جائزة الشارقة للإبداع العربي في دورتها الثانية عشرة عام 2008 في مجال النقد الأدبي.[4]
- جائزة عزيز السيد جاسم في دورتها الثالثة/ 2007 في مجال النقد الأدبي (جائزة محلية).
- جائزة الطيب صالح في دورتها العاشرة 2020 في مجال الدراسات النقدية (النقد العربي).[5][6]
- شهادة تقديرية من الجمعية الدولية للمترجمين واللغويين العرب 2008.

## المؤلفات
1. السلطة القضائية بين الاستقلال والاستغلال - منظمة نشر الثقافة القانونية - أربيل - 2007.
2. شرعنة الأموال - منظمة نشر الثقافة القانونية - أربيل - 2008.
3. فضاءات مغايرة للمعنى الشعري - دائرة الثقافة والإعلام - الشارقة - 2009.
4. حصان دافنشي بحث في السردوية الكردية - منشورات مهرجان كلاويز 2009.
5. فضاءات مغايرة للنص: الأدب الكردي بين النظرية والتطبيق- دار نشر سبيريز- دهوك 2010.
6. سؤال الهوية الكردية - دار الفارابي - بيروت - 2012.
7. القصة الكردية القصيرة قراءة مقارنة - مديرية الطباعة والنشر في دهوك - 2013.
8. أغنيات الطريق إلى حلبجة - رواية - مديرية الطباعة والنشر - دهوك - 2014.
9. شابٌ عارٍ يحمل بندقيتين - رواية - دار سبيرز - دهوك - 2015.
10. ديالكتيك الخطاب الفوكوي - دار نيبور - بغداد - 2015.
11. في يوم مثلج - قصص مترجمة - دار المدى - 2015.[7]
12. ثلاثة أيام قبل الحريق - رواية - دار مومنت - لندن - 2016.
13. الفكر الاعتزالي بين السياسة والدين والفلسفة - دار شهريار - البصرة - 2019. دار كنعان- دمشق- 2021- ط2
14. شهرزاد العواصم العربية، الأمانة العامة لجائزة الطيب صالح - ط1 - 2020 - مؤسسة أبجد للترجمة والنشر- ط2 - 2021.
15. سوسيولوجيا الشك: المعري الشاعر ناقداً- دار الشؤون الثقافية- بغداد- 2024-